# Marie-Martine (film)
Pour les articles homonymes, voir Marie-Martine.
Pour plus de détails, voir Fiche technique et Distribution.
Marie-Martine est un film français réalisé par Albert Valentin, tourné en 1942 et sorti en salles le 11 mai 1942.

## Synopsis
Sortie de prison à la suite d'une fausse accusation de meurtre provoquée par une mésalliance, Marie-Martine (Renée Saint-Cyr) résiste au romancier fantasque et tortueux Loïc Limousin (Jules Berry), qui tente de la faire chanter, après avoir pris connaissance de bribes du passé agité de Marie-Martine,,, et en avoir extrait la matière d'un roman dont celle-ci risque de faire les frais, alors qu’elle tente de refaire sa vie avec un brave garçon prêt à l’épouser.

## Fiche technique
- Titre : Marie-Martine
- Premier titre : D'où vient Marie-Martine ?
- Réalisation : Albert Valentin
- Scénario, adaptation et dialogues : Jacques Viot[α 2]
- Images : Jean Isnard
- Musique : Georges Van Parys
- Décors : Jean Périer
- Son : Jacques Vacher
- Montage : Raymond Lamy
- Production et distribution : Éclair-Journal
- Autres sociétés de distribution : Les Films Emka (Belgique), Gaumont (DVD, France, 2011)
- Directeur de production : René Montis
- Format : Noir et blanc — 35 mm — 1,37:1 — Son : Mono
- Genre : Film dramatique
- Visa de censure N° 70
- Durée : 103 minutes
- Date de sortie : 
  - France : 11 mai 1943

## Distribution
- Renée Saint-Cyr : Marie-Martine, une jeune femme au passé agité
- Jules Berry : Loïc Limousin, le romancier
- Bernard Blier : Maurice
- Marguerite Deval : Mlle Aimée
- Saturnin Fabre : l’oncle Parpain (oncle de Maurice)
- Sylvie : la mère de Maurice
- Héléna Manson : Mme Limousin
- Jeanne Fusier-Gir : Mlle Crémier
- Hélène Constant : Hélène
- Mona Dol : la religieuse
- Jean Debucourt : M. de Lachaume
- Marie-Louise Godard : Mme de Lachaume
- Michel Marsay : Philippe Ponthieu
- Frédéric Mariotti : Ernest, le garçon de café
- Tania Balachova : la femme à la gare
- Liliane Lesaffre : la surveillante
- Maurice Marceau : le mécanicien
- Pierre Ferval : l'employé SNCF
- Jeanne Pierson
- Lucien Blondeau
- Albert Brouett
- Jacques Beauvais

## Sur le film
- Selon Bernard Blier, les dialogues ont, en réalité, été écrits par Jean Anouilh[5].
- Les critiques ont noté que Marie-Martine est au nombre des films qui, pour la première fois dans le cinéma français, mettent en scène des femmes actives et affirmées[6]. Ce film comporte également l’injonction récurrente devenue célèbre de l’oncle Parpain incarné par Saturnin Fabre : « Tiens ta bougie… droite ! » à son neveu Maurice (Bernard Blier)[7]. À la troisième reprise de la réplique, c’est le public qui répondait[8].